# Agri Nostra
Agri Nostra je nestátní nezisková organizace pro ochranu životního prostředí. Organizace má v současné době 13 členů. Cílem sdružení je tvorba a ochrana krajiny, přírody a kulturního dědictví. 

## Historie
Organizace formálně vznikla v roce 2013. Počátky sdružení však spadají již do 90. let 20. století, kdy skupina dobrovolníků začala s ochranářskou činnosti na dvouhektarové soukromé lokalitě v blízkosti Hlučína. Původně šlo především o budováni tůní a hrází jako líhniště a útočiště obojživelníků. Původní myšlenkou a činnosti Agri Nostra na lokalitě dále bylo a stále je vytvářeni přirozeného útočiště pro různé druhy organismů.

## Současnost
V současné době se organizace stará o dvě soukromé lokality, na nich vybudovala pět tůní a obě lokality se v posledních letech staly významným útočištěm ohroženým druhům z okolí, mezi jinými např. skokanu zelenému a hnědému, ještěrce obecné i živorodé a rosničce zelené, dále potom různým druhům ptáků a savců (jezevcům).

## Hlavni činnost
Tvorba tůní, přirozených luk, tvorba hadníků. K dalším činnostem patří mapováni černých skládek a jejich úklidu, výsadba původních odrůd ovocných stromu Hlučínska, podpora mizejících druhu hmyzu (motýli, včely samotářky), veřejné vzdělávací činnosti (vytvářeni naučných stezek).

## Cíle
Sdružení usiluje o vytvoření a udržení přírodní rovnováhy, původních, přírodě blízkých biotopů a vzdělávání široké veřejnosti k přírodním a kulturním hodnotám a tradicím na Hlučínsku.